# Rich Costello
Richard Costello (* 27. Juni 1963 in Framingham, Massachusetts) ist ein ehemaliger US-amerikanischer Eishockeyspieler, der in seiner aktiven Zeit von 1981 bis 1991 unter anderem für die Toronto Maple Leafs in der National Hockey League gespielt hat.    

## Karriere
Rich Costello begann seine Karriere als Eishockeyspieler am Providence College, das er von 1981 bis 1983 besuchte, während er parallel für dessen Eishockeymannschaft in der ECAC Hockey spielte. Bereits als Juniorenspieler war er im NHL Entry Draft 1981 in der zweiten Runde als insgesamt 37. Spieler von den Philadelphia Flyers ausgewählt worden. Diese gaben seine Transferrechte jedoch am 20. Januar 1982 zusammen mit einem Zweitrundenwahlrecht für den NHL Entry Draft 1982 im Tausch gegen Darryl Sittler an die Toronto Maple Leafs ab. Für die Toronto Maple Leafs gab er gegen Ende der Saison 1983/84 sein Debüt in der National Hockey League, nachdem er zuvor mit dem Olympiateam der USA an der Vorbereitung auf die Winterspiele 1984 teilgenommen hatte, es jedoch nicht in den Endkader geschafft hatte. Für die Maple Leafs stand er in seinem Rookiejahr in zehn Spielen auf dem Eis und erzielte dabei zwei Tore und eine Vorlage. Überwiegend kam er jedoch für deren Farmteam St. Catharines Saints in der American Hockey League zum Einsatz. Bei den Saints war er in den folgenden beiden Jahren Stammspieler und er kam nur noch zu zwei weiteren Einsätzen in der NHL für Toronto in der Saison 1985/86, bei denen er ein Tor vorbereitete. In der Saison 1986/87 lief der Center für Torontos neues AHL-Farmteam Newmarket Saints auf. 
Die Saison 1987/88 begann Costello bei den Utica Devils in der AHL, absolvierte für die Mannschaft jedoch nur drei Spiele. Anschließend ging er nach Europa, wo er die restliche Spielzeit bei SaiPa Lappeenranta aus der I-divisioona, der zweiten finnischen Spielklasse, verbrachte. Dort konnte er mit 21 Scorerpunkten in 26 Spielen überzeugen, woraufhin der US-Amerikaner zur Saison 1988/89 vom Schwenninger ERC aus der Eishockey-Bundesliga verpflichtet wurde. Für den SERC stand er nur in elf Spielen auf dem Eis, konnte in diesen jedoch sechs Tore und acht Vorlagen erzielen. Die Saison 1989/90 begann er beim EC Ratingen in der 2. Eishockey-Bundesliga, wobei er in 29 Spielen 56 Scorerpunkte beisteuerte. Die Spielzeit selbst beendete er jedoch beim HC Davos aus der Schweizer Nationalliga B. Mit Davos stieg er in die dritte Schweizer Spielklasse ab. Für die Saison 1990/91 kehrte der Angreifer noch einmal nach Nordamerika zurück und schloss sich den Albany Choppers aus der International Hockey League an. Für die Choppers erzielte er in neun Spielen ein Tor und drei Vorlagen, ehe er seine Karriere im Alter von 28 Jahren beendete.